# Heliport Nuussuaq

i7
i11
i13
Der Heliport Nuussuaq (ICAO-Code: BGNU) ist ein Hubschrauberlandeplatz in Nuussuaq im nordwestlichen Grönland. Da er kein Abfertigungsgebäude besitzt, wird der Heliport auch als Helistop bezeichnet.

## Lage und Ausstattung
Der Heliport liegt im südwestlichen Teil des Dorfs, liegt auf einer Höhe von 184 Fuß und hat eine mit Schotter bedeckte 20 × 20 m große quadratische Landefläche.

## Fluggesellschaften und Ziele
Der Heliport wird von Air Greenland bedient, welche regelmäßige Flüge zum Heliport Kullorsuaq und zum Flughafen Upernavik anbietet.